# Hikaru no go
Hikaru no go (jap. ヒカルの碁) – manga i anime popularyzująca grę w go.
Czytając Hikaru no go można nauczyć się podstaw gry w go. W anime po zakończeniu niektórych odcinków dodawane są krótkie filmy z objaśnieniami dotyczącymi zasad go lub pokazujące fragmenty rzeczywistych turniejów.

## Historia
Pierwszy odcinek mangi ukazał się w roku 1998, ogółem wydano jej 23 tomy zawierające 189 rozdziałów, nie licząc 11 rozdziałów specjalnych. Anime stworzone na podstawie mangi liczy 75 półgodzinnych odcinków, dwa noworoczne odcinki specjalne i przeszło godzinny odcinek opowiadający o wydarzeniach po zakończeniu serii.
Autorem tekstów jest Yumi Hotta, rysunki stworzył Takeshi Obata

## Fabuła
Historia rozpoczyna się, kiedy młody chłopiec, Hikaru Shindō, odnajduje na strychu domu dziadka planszę do gry w go – goban. Na planszy widać plamy krwi – jednak dostrzega je tylko Hikaru. Chwilę potem pojawia się duch, Fujiwara no Sai, który od tej pory stale towarzyszy chłopcu.
Tylko Shindō widzi i słyszy Saia, który niegdyś był cesarskim nauczycielem go. Jednak przez podstęp innego nauczyciela został wyrzucony ze stolicy i popełnił samobójstwo. Od tamtej pory jego duch był uwięziony w gobanie. Jego największą pasją i pragnieniem jest gra w go.
Dzięki namowom ducha i pewnym obietnicom, Hikaru zaczyna grać w go. Początkowo słucha tylko rad Saia, wykonując polecone przez niego ruchy. Jednak po spotkaniu Akiry Tōyi – młodego, przyszłego mistrza go – postanawia nauczyć się grać. Co więcej, postanawia być najlepszym graczem, lepszym od Akiry.